# Halowe Mistrzostwa Europy w Lekkoatletyce 1989 – skok w dal mężczyzn
Skok w dal mężczyzn – jedna z konkurencji technicznych rozgrywanych podczas halowych lekkoatletycznych mistrzostw Europy w  hali Houtrust w Hadze. Rozegrano od razu finał 19 lutego 1989. Zwyciężył reprezentant Holandii Emiel Mellaard. Tytułu zdobytego na poprzednich mistrzostwach nie obronił Frans Maas z Holandii, który tym razem zdobył brązowy medal.

## Rezultaty

### Finał
Opracowano na podstawie materiału źródłowego.
| Miejsce | Zawodnik         | Wynik | Uwagi |
| ------- | ---------------- | ----- | ----- |
| 1       | Emiel Mellaard   | 8,14  |       |
| 2       | Antonio Corgos   | 8,12  |       |
| 3       | Frans Maas       | 8,11  |       |
| 4       | László Szalma    | 8,06  |       |
| 5       | Dietmar Haaf     | 7,96  |       |
| 6       | Jarmo Kärnä      | 7,94  |       |
| 7       | Norbert Brige    | 7,80  |       |
| 8       | Juha Kivi        | 7,78  |       |
| 9       | Christian Thomas | 7,75  |       |
| 10      | Paul Johnson     | 7,61  |       |
| 11      | Juha Plosila     | 7,61  |       |
| 12      | Stewart Faulkner | 7,59  |       |
| 13      | Robert Změlík    | 7,48  |       |
| 14      | Wasillij Sokow   | 7,45  |       |
| 15      | Csaba Almási     | 7,40  |       |
| –       | Michael Arnold   | NM    |       |